# Greeniopsis euphlebia
Greeniopsis euphlebia är en måreväxtart som beskrevs av Elmer Drew Merrill. Greeniopsis euphlebia ingår i släktet Greeniopsis och familjen måreväxter. Inga underarter finns listade i Catalogue of Life.